# Русинов, Михаил Васильевич
Михаил Васильевич Русинов (9 ноября 1910, Богородск, Нижегородская губерния — не ранее 1971) — советский партийный деятель. Первый секретарь Керченского горкома ВКП(б) (1945—1951).

## Биография
Родился 9 ноября 1910 года в городе Богородск, Богородский район, Горьковская области. Член ВКП(б) с 1931 года. С 23 сентября 1932 года и по 1934 год проходил службу в РККА. С 10 февраля 1939 по 14 декабря 1940 года первый секретарь Крымского обкома комсомола. Утвержден заведующим организационно-инструкторским отделом Крымского обкома ВКП(б) с декабря 1940 года.
Участник Великой Отечественной войны на своей партийной должности. Старший политрук. Оборонял Крым, Кавказ. В составе организационно-инструкторский отдела Крымского обкома ВКП(б), в политорганах Черноморского флота. Переаттестован в звание капитана.
Участвовал в организации работ по восстановлению Севастополя. В 1945—1951 годах — первый секретарь Керченского горкома ВКП(б). Депутат Крымского областного Совета депутатов трудящихся (1951—1953).

## Награды
Награждён орденами и медалями:
- Медаль «За оборону Севастополя» (22.12.1942)
- Медаль «За оборону Кавказа» (1.05.1944)
- Медаль «За победу над Германией в Великой Отечественной войне 1941—1945 гг.» (9.05.1945)
- Медаль «За доблестный труд в Великой Отечественной войне 1941—1945 гг.» (1945)
- Орден Отечественной войны II степени (03.12.1945)